# طوابع الإيرادات لدولة الإمارات العربية المتحدة

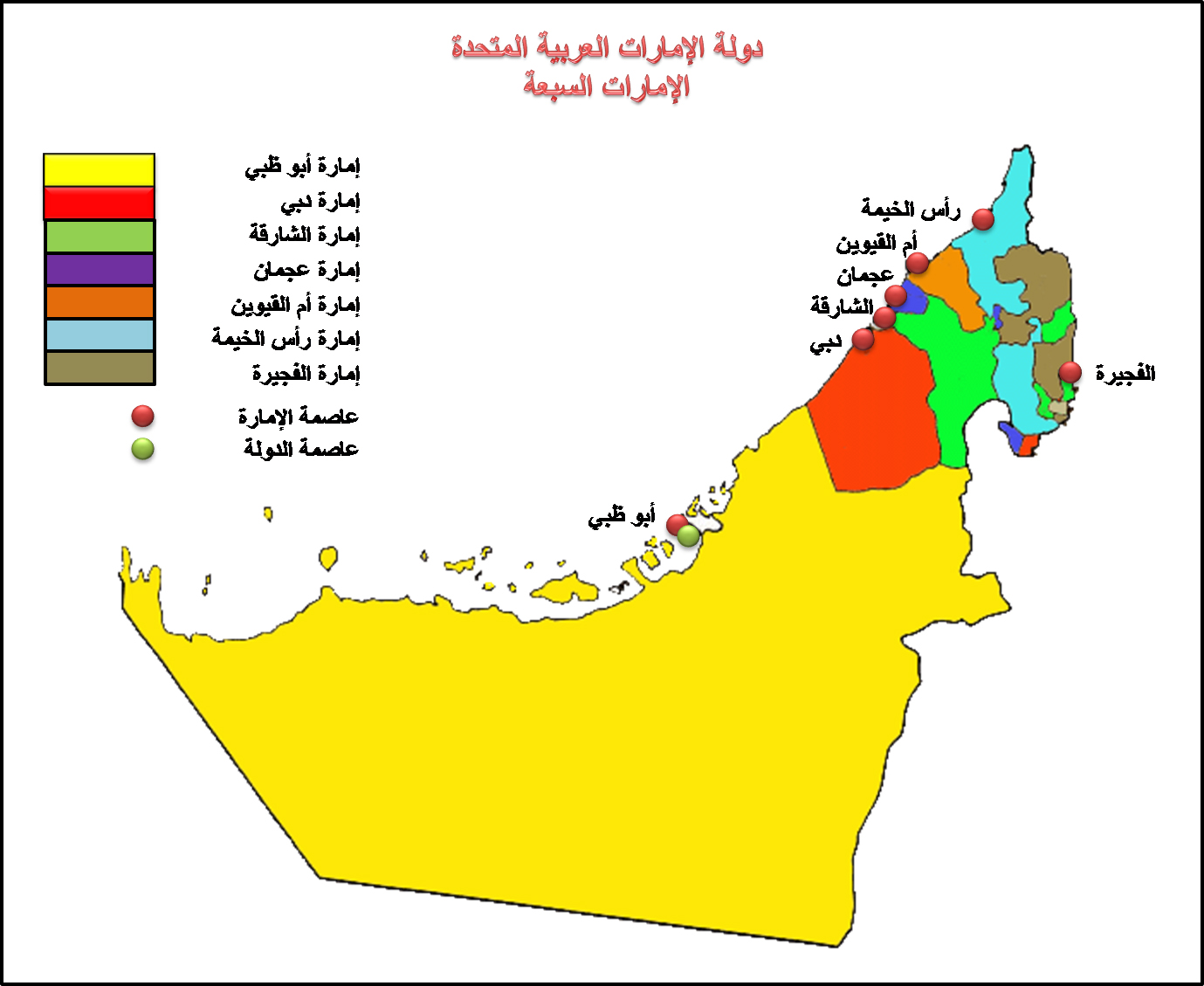
خريطة دولة الإمارات العربية المتحدة مع أبو ظبي باللون الأصفر ودبي باللون الأحمر

قدمت الإمارات العربية المتحدة، المعروف سابقًا باسم إمارات الساحل المتصالح، لأول مرة طوابع الإيرادات في عام 1948 وما زال مستمرًا للقيام بذلك حتى يومنا هذا. بالإضافة إلى ذلك، كان لدى إمارتي أبوظبي ودبي أيضًا مشكلات منفصلة خاصة بالإيرادات.

## إمارات الساحل المتصالح
قبل الاستقلال، كانت دولة الإمارات العربية المتحدة تُعرف باسم إمارات الساحل المتصالح. حتى عام 1947، كانت تدار كجزء من الهند البريطانية، واستخدمت الإيرادات الهندية. ومع ذلك، بعد استقلال الهند، كانت تدار من قبل بريطانيا، باستخدام العملة الهندية. كان أول إصدار للإيرادات في عام 1948، وكان يتألف من الملك البريطاني جورج الخامس أو الملك جورج السادس ختم نوع المفتاح الذي خصص رسوم المحكمة والقيمة بالآنا أو الروبية في الأسفل. تمت طباعة مشكلات مماثلة مع القيم في ناي بايس أو بايس اللاحقة باستخدام أنواع المفاتيح للملك جورج السادس والملكة إليزابيث الثانية. ومع ذلك، لا توجد أمثلة مسجلة على ذلك، ومن المعروف وجود قيم من الإصدار الأول فقط.

## الإمارات العربية المتحدة
بعد الاستقلال عام 1971، أصبحت إمارات الساحل المتصالح تعرف باسم الإمارات العربية المتحدة. صدرت الإيرادات الأولى في حوالي عام 1973 وتضمنت مركبًا شراعيًا وشجرة نخيل ومنصة نفط وجمالًا وخريطة ورموز الدولة المستقلة حديثًا. في عام 1975، صدر تصميم جديد يصور شعار النبالة، وكانت جميع الطوابع اللاحقة بهذا التصميم. منذ عام 1988 فصاعدًا، أيضًا إصدر طوابع بهذا التصميم مع نقش مختلف أسفل شعار النبالة لدفع الرسوم الطبية أيضًا.

## أبو ظبي
أصدرت إمارة أبوظبي إيرادات في الفترة من عام 1970 إلى عام 1990 تقريبًا. وتألفت الأولى من طبعة متراكبة على طابع بريدي معاصر بقيمة دينار واحد كان مستخدمًا في ذلك الوقت، وأعقب ذلك مجموعة من ثلاث قيم تصور شعار النبالة للدولة في حوالي عام 1985. أعيد إصدار أعلى قيمة لهذه المجموعة بألوان جديدة مع بعض الاختلافات في التصميم في عام 1990. جميع طوابع الإيرادات في أبوظبي نادرة أو نادرة ويسعى إليها هواة الجمع بشدة.

## دبي
أصدرت إمارة دبي طابع إيرادات موحد من قبل إدارة الهجرة المركزية. سجل الختم المستخدم من عام 1972 إلى عام 1973.